# Eria puberula
Eria puberula är en orkidéart som beskrevs av Henry Nicholas Ridley. Eria puberula ingår i släktet Eria och familjen orkidéer. Inga underarter finns listade i Catalogue of Life.